# 1430년대
1430년대는 1430년부터 1439년까지를 가리킨다.

## 연호
| 연도   | 중국      | 한국      | 일본        |
| ------ | --------- | --------- | ----------- |
| 1430년 | 선덕 5년  | 세종 12년 | 에이쿄 2년  |
| 1431년 | 선덕 6년  | 세종 13년 | 에이쿄 3년  |
| 1432년 | 선덕 7년  | 세종 14년 | 에이쿄 4년  |
| 1433년 | 선덕 8년  | 세종 15년 | 에이쿄 5년  |
| 1434년 | 선덕 9년  | 세종 16년 | 에이쿄 6년  |
| 1435년 | 선덕 10년 | 세종 17년 | 에이쿄 7년  |
| 1436년 | 정통 원년 | 세종 18년 | 에이쿄 8년  |
| 1437년 | 정통 2년  | 세종 19년 | 에이쿄 9년  |
| 1438년 | 정통 3년  | 세종 20년 | 에이쿄 10년 |
| 1439년 | 정통 4년  | 세종 21년 | 에이쿄 11년 |